# تشو بيونغ-دوك
تشو بيونغ-دوك (من مواليد 26 مايو 1958): لاعب كرة قدم سابق من كوريا الجنوبية ومدرب حراس المرمى الذي يدرب حاليا (منذ موسم 2004) نادي سوون سامسونغ بلووينغز الذي يلعب في الدوري الكوري. شارك مع منتخب كوريا الجنوبية لكرة القدم في تصفيات كأس العالم عام 1986 في المكسيك.

## وصلات خارجية
- FIFA Player Statistics
- تشو بيونغ-دوك على موقع الاتحاد الدولي (مؤرشف)  (الإنجليزية)
- تشو بيونغ-دوك على موقع دوري كوريا الجنوبية (الإنجليزية)
- تشو بيونغ-دوك على موقع قاعدة بيانات كرة القدم.إي يو (الإنجليزية)
- تشو بيونغ-دوك على موقع ناشيونال فوتبول تيمز (الإنجليزية)
- تشو بيونغ-دوك على موقع أوليمبيديا (الإنجليزية)

لاعبو منتخب كوريا الجنوبية لكرة القدم